# District de Bhamo
Le district de Bhamo est un district de Birmanie, situé dans l'État kachin, le plus au Nord du pays, et dont le chef-lieu est Bhamo.

## Histoire
En 1277 les représentants des Mongols, armée de 3 800 hommes, dirigés par Nâçir ed-Din, composés de Ts'ouan, de P'o et de Mossos, arrivent vers Kaungsin (en) (« Ville de la Tête du fleuve », aujourd'hui situé dans le district de Bhamo) sur le fleuve Irrawaddy, dans le Royaume de Pagan (849 — 1297), ils détruisent de fond en comble les retranchements du chef birman Si-ngan, ainsi que 300 postes fortifiés.
En 1283, toujours sous le Royaume de Pagan, la ville de Bhamo fut attaquée par les mongols, qui y vainquirent le roi Narathihapati (bataille de Bhamo).